# Voo Delta Connection 4819
Voo Delta Connection 4819 foi um voo internacional regular de passageiros do Aeroporto Internacional de Minneapolis-Saint Paul, nos Estados Unidos, que caiu e capotou na pista ao pousar no Aeroporto Internacional Pearson de Toronto, no Canadá, em um voo de rotina em 17 de fevereiro de 2025. A aeronave era um jato regional Bombardier CRJ900 operado pela Endeavor Air, uma subsidiária integral da Delta Air Lines. O voo tinha 80 pessoas a bordo: 76 passageiros e 4 tripulantes. Todos os passageiros e tripulantes sobreviveram, mas 21 feridos foram relatados.

## Contexto

### Aeronave
A aeronave envolvida era um Bombardier CRJ900, de 16 anos de uso, um jato regional comumente usado para voos de curta e média distância. Foi configurado como um CRJ900LR, denotando que foi modificado para operar voos de maior alcance em comparação ao modelo básico. O jato tinha capacidade para até 76 passageiros. Fabricado em 2008, era equipado com dois motores turbofan General Electric CF34-8C5, tinha o número de série do fabricante 15194 e era registrado como N932XJ.
A Endeavor Air opera como Delta Connection, uma marca usada pela Delta Air Lines para voos regionais que ela vende sob acordos de codeshare com três companhias aéreas parceiras, incluindo a Endeavor Air. A Endeavor é uma subsidiária integral da Delta.
Esta foi a segunda perda do casco da série Bombardier CRJ em 2025, após a colisão no ar do Rio Potomac perto do Aeroporto Nacional Ronald Reagan de Washington no final de janeiro.

### Passageiros e tripulação
O voo tinha 80 pessoas a bordo, quatro tripulantes e 76 passageiros, dos quais 22 eram cidadãos canadenses. A tripulação era composta por um capitão, um primeiro oficial e dois comissários de bordo.
A Delta disse que os pilotos eram experientes e familiarizados com voos em condições de inverno. Em resposta à desinformação que circula nas redes sociais, a Delta emitiu uma declaração em 20 de fevereiro para esclarecer os antecedentes dos pilotos, refutar as alegações de que qualquer um dos pilotos havia falhado em eventos de treinamento e reiterar que ambos os membros da tripulação excederam os requisitos federais mínimos para experiência de voo e estavam totalmente certificados para seus respectivos cargos.
O capitão foi contratado pela Mesaba Airlines, antecessora da Endeavor Air, em outubro de 2007. Após a fusão da Mesaba com a Pinnacle Airlines em 2012 para formar a Endeavor, ele continuou sua carreira na companhia aérea, servindo como capitão em serviço ativo e também desempenhando funções em treinamento de pilotos e segurança de voo.
A primeira oficial ingressou na Endeavor em janeiro de 2024, concluiu seu treinamento em abril e voa para a companhia aérea desde então. Ela obteve seu certificado completo de piloto de transporte aéreo, o mais alto nível de certificação de piloto nos Estados Unidos, exigindo um mínimo de 1,5 mil horas de voo, um ano antes de ser contratada pela Endeavor.

### Clima
No momento do acidente, ainda havia muita neve após uma tempestade de inverno que havia passado pela região nos dois dias anteriores. Os ventos vinham do oeste a 51 quilômetros por hora, com rajadas que podem atingir até 64 quilômetros por hora, e a temperatura era de cerca de -8,6 ºC.

## Colisão
A aeronave caiu ao pousar na pista 23 do Aeroporto Internacional Pearson de Toronto às 2:13 p.m. EST (19h13 UTC). A cauda em T e a asa direita separaram-se e iniciaram um incêndio, enquanto a fuselagem pousou ligeiramente no lado direito da pista, de cabeça para baixo e virada para a direção oposta à sua aterrissagem. Um passageiro do avião postou um vídeo nas redes sociais mostrando o processo de evacuação e o avião capotado. Um vídeo tirado de uma aeronave aguardando a decolagem mostrou o voo 4819 batendo no solo ao pousar, quicando, deslizando para a frente e rolando para a direita. Os bombeiros pulverizaram água na aeronave enquanto a fumaça saía da fuselagem e os passageiros ainda estavam sendo evacuados.
Especialistas em segurança da aviação disseram que os comissários de bordo e o design da aeronave desempenharam um papel importante na segurança relativa dos passageiros no acidente. Vídeos compartilhados online mostraram os comissários de bordo trabalhando para evacuar rapidamente todos da aeronave.
As autoridades de emergência relataram que 21 pessoas ficaram feridas no acidente, sofrendo torções nas costas, lacerações na cabeça e náuseas devido à inalação de vapores de combustível de aviação. Entre eles, uma criança e dois adultos, um homem na casa dos 60 anos de idade e uma mulher na casa dos 40 anos, ficaram gravemente feridos. Três dos feridos foram transportados para hospitais por ambulância aérea. De acordo com a Delta Airlines, todos os 21 passageiros feridos receberam alta dos hospitais em quatro dias, com a última alta ocorrendo em 20 de fevereiro.

## Consequências
O aeroporto interrompeu todas as decolagens e aterrissagens até 5:00 p.m. EST, quando retomou o tráfego de partida e chegada. O Aeroporto Internacional de Montreal–Trudeau, o Aeroporto Internacional Ottawa Macdonald–Cartier, o Aeroporto Internacional John C. Munro Hamilton e outros aeroportos aceitaram voos desviados após o incidente. A Delta Air Lines ofereceu 30 mil dólares em compensação a cada passageiro a bordo do avião, acrescentando que a oferta não tinha "nenhuma condição" e não afetava seus direitos legais futuros.

## Investigação
O Conselho de Segurança nos Transportes do Canadá (TSB) enviou mais de 20 investigadores para começar a investigar o acidente. Para apoiar a investigação, foram enviados representantes da Transport Canada, do National Transportation Safety Board, da Federal Aviation Administration, da Endeavor Air, da Delta Air Lines e do fabricante de aeronaves Mitsubishi Aircraft Corporation (que comprou o programa CRJ da Bombardier em 2019). Em 18 de fevereiro, os investigadores disseram que recuperaram o gravador de voz da cabine e o gravador de dados de voo (também conhecidos como "caixas pretas") e os enviaram a um laboratório do TSB para análise posterior. Duas pistas do aeroporto foram fechadas para permitir que os investigadores examinassem os destroços e a pista.